# Florian Carborto
Florian Carborto (także Caborto, Carbotto,Carbotti, lub Carboctus, zm. przed 14 maja 1582) – serwitor, aptekarz nadworny króla Zygmunta Augusta, właściciel apteki w kamienicy przy ulicy Grodzkiej nr 36 w Krakowie.
Florian Carborto pochodził z Otranto. Do Polski przybył wraz z bratem Franciszkiem, również aptekarzem. 18 kwietnia 1545 roku został przyjęty do służby jako aptekarz Jego Królewskiej Mości (Sacrae Regiae Maiestatis apothecarius), z pensją roczną 50 florenów. Dostarczał na dwór medykamenty do użytku króla, rodziny królewskiej, dworzan i urzędników oraz służby, również dla koni ze stadnin królewskich. Zaopatrywał dwór także w barwiony wosk do pieczęci, świece, bandaże, ręczniki i obrusy, zaś kuchnię królewską w cukier, korzenie, marcepany i owoce cytrusowe. Z zachowanej księgi recept z lat 1550–1553 wynika, że sporządzał między innymi wonności dla królowej Barbary Radziwiłłówny. Był również zobowiązany do towarzyszenia królowi podczas podróży, za co otrzymywał osobne wynagrodzenie. 28 kwietnia 1559 roku nadano mu prawo miejskie Krakowa.
W 1563 roku na sejmie w Piotrkowie otrzymał od Zygmunta Augusta w uznaniu zasług prawo do dochodu z warzelni soli w Wieliczce. Rok później jego pensję podwyższono do 100 florenów. W 1568 roku nabył, po śmierci dotychczasowego właściciela, chirurga królewskiego Lodovico Verada, kamienicę przy ulicy Grodzkiej 36, w której urządził aptekę. Był dwukrotnie żonaty: z Anną, nieznanego nazwiska, miał synów Jakuba i Horacego, z drugą żoną, Anną z Bylińskich, syna Jana (także aptekarza) oraz córki Katarzynę i Zofię. Przyjaźnił się z Piotrem z Poznania, lekarzem królewskim i profesorem Akademii Krakowskiej, miał w domu jego portret. Zmarł pomiędzy 20 listopada 1581 roku (data sporządzenia testamentu) a 14 maja roku następnego (data sporządzenia inwentarza ruchomości po jego śmierci). Zarząd apteką przejął jego bratanek Angelo Carbotti (syn trzeciego z braci Carborto, Antonia), także aptekarz nadworny, w 1590 roku obdarzony indygenatem.
Inwentarz ruchomości Floriana Carborto obejmował, obok sprzętów i surowców aptecznych, między innymi również bogaty księgozbiór, zawierający łącznie 41 woluminów, w tym, obok dzieł z zakresu medycyny i farmacji, także klasyków starożytnych, Genealogie degli dei gentili Boccaccia, jeden z traktatów Alberta Wielkiego, Tractatus de duabus Sarmatis Macieja z Miechowa i inne pozycje.